# La Boissière-École
La Boissière-École è un comune francese di 874 abitanti situato nel dipartimento degli Yvelines nella regione dell'Île-de-France.

## Società

### Evoluzione demografica
Abitanti censiti